# Wijkiella kenyae
Wijkiella kenyae är en bladmossart som beskrevs av Maurice Bizot och Lewinsky in Bizot et al. 1978. Wijkiella kenyae ingår i släktet Wijkiella och familjen Sematophyllaceae. Inga underarter finns listade i Catalogue of Life.